# Referendum na Slovensku 2015
Celostátní referendum na Slovensku v sobotu 7. února 2015 se týkalo výlučnosti manželství jako svazku jednoho muže a jedné ženy, zákazu adopce dětí dvojicí nebo skupinou osob stejného pohlaví a práva rodičů ochránit děti před školním vyučováním v oblasti sexuálního chování či eutanazie. Účast voličů dosáhla 21,41 %, referendum tedy bylo neplatné. U všech tří otázek bylo kladných odpovědí přes 90 procent.

## Otázky
Referendum obsahovalo tři otázky:

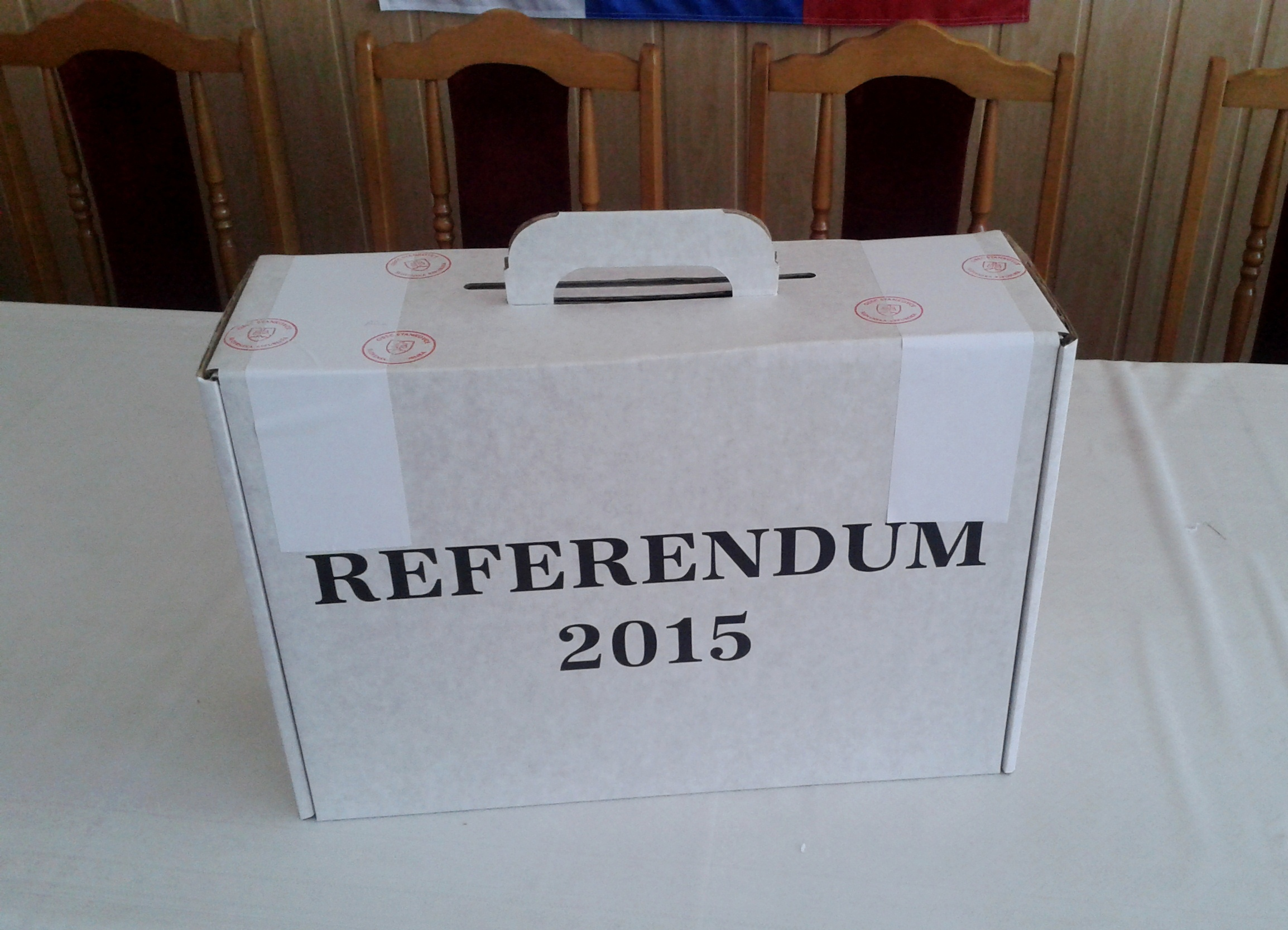
Zapečetěná přenosná hlasovací schránka použitá při referendu

1. „Souhlasíte s tím, aby se manželstvím nemohlo nazývat žádné jiné soužití osob kromě svazku mezi jedním mužem a jednou ženou?“
2. „Souhlasíte s tím, aby párům nebo skupinám osob stejného pohlaví nebylo umožněno osvojení (adopce) dětí a jejich následná výchova?“
3. „Souhlasíte s tím, aby školy nemohly vyžadovat účast dětí na vyučování v oblasti sexuálního chování či eutanazie, pokud jejich rodiče nebo děti samy nesouhlasí s obsahem vyučování?“[5]

Čtvrtá otázka: „Souhlasíte s tím, aby žádnému jinému soužití osob mimo manželství nebyla přiznána zvláštní ochrana, práva a povinnosti, které jsou právními normami k 1. březnu 2014 přiznány pouze manželství a manželům - zejména uznání, registrace či evidování jako životního společenství před veřejnou autoritou, možnost osvojení dítěte druhým manželem rodiče?“ nebyla uznána Ústavním soudem.

## Podmínky platnosti
Referendum by bylo platné, pokud by se ho zúčastnila nadpoloviční většina voličů, tedy více než 2 miliony. Zároveň musí alespoň jedna ze tří otázek dosáhnout nadpoloviční většiny u jedné ze dvou odpovědí.
Pokud je referendum platné, parlament musí odpovědi na otázky vyhlásit jako zákon a nesmí tento zákon tři roky měnit.

## Iniciační petice
Organizace Aliancia za rodinu začala 5. dubna 2014 v zahradě Prezidentského paláce se sběrem podpisů na uskutečnění referenda na ochranu rodiny. Petice obsahovala otázky o definici manželství jako svazku jednoho muže a jedné ženy, ustanovení adopce pouze pro heterosexuální páry i právní ochrana výjimečnosti manželství. Petice požadovala i otázku ohledně povinnosti vzdělávání o sexuálním chování a eutanazii. Podle aliance jsou všechny čtyři otázky v souladu s Ústavou. Petici podpořila ještě v březnu 2014 i Konference biskupů Slovenska. Prezident Kiska slíbil, že referendum spojí s listopadovými komunálními volbami. Vyhradil si však požádat Ústavní soud o posouzení ústavnosti otázek v referendu. Hlasování o lidskoprávních otázkách nelze provést.
V červnu 2014 Aliancia za rodinu oslovila dopisem několik starostů s prosbou o podporu při sbírání podpisů pro vyhlášení referenda „například ve formě sběru podpisů na veřejných prostranstvích obce, informováním na obecních vývěskách, v místním rozhlase a na webové stránce obce“. Podle několika právních názorů byl tento postup nezákonný, na což Iniciativa Inakosť upozornila Generální prokuraturu. Podle názoru ministerstva vnitra však zákaz platí pouze v době pracovní doby a při výkonu státní správy. Nevztahuje se na podporu petice na webových stránkách či v obecních novinách. Hranice 300 000 podpisů měla být překročena v první polovině července. Potřebných 350 000 podpisů organizátoři očekávali koncem srpna 2014. Mottem sběru podpisů bylo „Made by mama + tato“. Petice byla předána prezidentovi 27. srpna 2014. 24. září prezidentská kancelář potvrdila, že z více než 408 tisíc odevzdaných podpisů bylo 389 843 platných, 18 602 neplatných a 118 sporných. Dle týdeníku The Economist petici podepsalo 8 % občanů Slovenska.

## Podání k Ústavnímu soudu a reakce
Začátkem září 2014 prezident Andrej Kiska požádal Ústavní soud o přehodnocení ústavnosti otázek petice: „Zda dotazy v petici pro vyhlášení referenda o ochraně rodiny jsou nebo nejsou v souladu s Ústavou SR; zda se týkají nebo netýkají základních práv a zda referendum o těchto otázkách lze nebo nelze vyhlásit.“ Anton Chromík z Aliance vyjádřil zklamání a prohlásil, že „strategie politiků a elit je taková, aby problém ochrany rodiny zahráli do ztracena a Ústavní soud dlouho nerozhodl." S krokem nesouhlasila ani katolická církev. Arcibiskup Zvolenský řekl: „Rozhodnutí prezidenta nás překvapilo, ale bereme ho na vědomí.“ Prohlásil také, že „[j]e zřejmé, že institucionalizace jiných způsobů chování jednotlivců na úroveň rodiny představuje zásadní narušení společnosti v jejích základech.“ Kiskův krok uvítali zástupci LGBTI skupin. Martin Macko z Iniciativy Inakosť řekl, že organizátoři petice podvedli signatáře dvakrát: „Jednou, když jim řekli, že hlavní hrozbou pro jejich rodiny jsou homosexuálové a podruhé, když jejich důvěru zneužili k prosazování protiústavní a od začátku marné iniciativy.“ Amnesty International Slovensko Kiskovo rozhodnutí vítá. Podle organizace schválení otázek petice „ovlivní život jedné skupiny lidí, čímž vytvoří legitimní prostor pro diskriminaci a může vést i k odnímání práv dalších skupin“. Rozhodnutí prezidenta podpořil i Richard Sulík. 24. září 2014 Ústavní soud potvrdil, že podnět přijal k „dalšímu řízení“.

## Nález Ústavního soudu
Prezident Kiska rozhodnutí Ústavního soudu dostal 21. listopadu, po 78 dnech. 1. října 2014 zahájila iniciativa Řekněme ne nesmyslnému referendu hladovku proti referendu. Rozhodnutí bylo zveřejněno 2. prosince 2014. Spolu se stanoviskem byly zveřejněny i dvě odlišná stanoviska soudců Lajose Mészárose a Ladislava Orosze. Podle soudce Mészárose jde v referendu o charakter státu, lidská práva a základní svobody. Podle něj Ústavní soud „nezkoumal, zda se referendum netýká zranitelných menšin v otázkách souvisejících s identitou a s podstatou jednotlivých základních práv a svobod“. Podle soudce Orosze výklad nezahrnoval ústavní princip zákazu diskriminace ani „přirozeně–právní pojetí základních práv a svobod spočívající v uznání, úctě a respektu k přirozeným právům člověka jako právům, které jsou nezadatelné, nezcizitelné, nepromlčitelné a nezrušitelné.“

## Vyhlášení referenda
27. listopadu 2014 prezident Kiska vyhlásil referendum na 7. února 2015. Právník Marián Giba připomíná, že i kdyby referendum bylo platné, příslušné zákony nemusí být schváleny parlamentem. V prosinci 2014 byla poslanci OĽaNO navržená novela Ústavy, která by snížila kvórum na referendum z 50 na 20 %. Návrh nebyl schválen Národní radou.

## Současný stav

### Tradiční rodina
Podle socioložky Jarmily Filadelfiové existuje mnoho definic rodiny: „Dnes pozorujeme zřetelný posun k pluralizaci rodinných forem i norem rodinného života. Nyní se velmi často hovoří o tradiční rodině. I to je sociální konstrukt. Tradiční rodina se mění v prostoru i v čase.“ Na Slovensku se rodina měnila v závislosti na období, na tom, zda je městská nebo venkovská, lišila se i v jednotlivých regionech. Podobně se o tradiční rodině vyjádřil kněz a teolog Tomáš Halík: „Tomu, kdo by použil takové spojení, bych musel položit otázku: Jakou tradici máte na mysli, o jaké době mluvíte? O kmenových společenstvích a mnohoženství v době, o které říká Bible? O rodině v antickém Řecku, kde byly v popředí erotické vztahy mezi muži? O středověké rodině s ideálem rytířství a galantnosti k dámě (která zpravidla nebyla manželkou dotyčného)? O měšťanské patriarchální rodině 19. století v Evropě? O současné rodině? Rodina - její struktura, chápání, role muže a ženy, styl výchovy dětí a mnoho dalších aspektů - se radikálně proměňovala v průběhu dějin v různých kulturních kontextech.“

### Sňatky
Do června 2014 Ústava obsahovala větu: „Manželství, rodičovství a rodina jsou pod ochranou zákona. Zaručuje se zvláštní ochrana dětí a mladistvých.“ V červnu 2014 byla Ústava novelizována a věta v ní zní „Manželství je jedinečným svazkem mezi mužem a ženou. Slovenská republika manželství všestranně chrání a napomáhá jeho dobru.“ Podle Aliance za rodinu: „Pokud bychom připustili vznik homosexuálních svazků a jejich postavení na roveň manželství (což se může stát díky evropskému soudu), nebude existovat žádný racionální důvod neumožnit stejná ‚práva‘ nebo ‚služby‘ jakékoli jiné formě spolužití lidí (svazky uvnitř širších rodin, mezi třemi osobami, čtyřmi osobami…).“

### Adopce
V roce 2013 si děti adoptovalo 156 manželů a 17 jednotlivců. Podle zákona si „osamělí lidé, kteří na úřadě řeknou, že žijí sami, si mohou osvojit dítě ‚výjimečně‘“. Podle Natálie Blahové z Ústředí práce, sociálních věcí a rodiny: „Na otázku, zda homosexualita hraje roli při posuzování způsobilosti zájemce vykonávat pěstounskou péči nebo osvojení, uvádíme, že jde o skutečnost, kterou je třeba brát v úvahu, ale na základě pouze této jediné skutečnosti nelze takovou osobu vyloučit z procesu náhradní péče. Osoba žadatele se posuzuje komplexně.“ Bývalá soudkyně a dnešní ombudsmanka Jana Dubovcová poznamenala: „Tuto problematiku jsem řešila v úvodu mé soudcovské kariéry. Při rozhodování o osvojení jsem nikdy nezjišťovala sexuální orientaci žadatelů o osvojení, protože by to bylo v rozporu s jejich základními právy, například právem na ochranu soukromí“. Iniciátor referenda Aliance za rodinu tvrdí, že „[d]va muži nemohou nahradit mámu ani dvě nebo tři ženy nenahradí dítěti otce.“ Podle studií Americké psychologické asociace a University of Cambridge citovaných v Deníku N děti, které vyrůstaly v homosexuálních rodinách vyrůstají stejně jako v heterosexuálních. Podle profesorky Susan Golombok: „Nenašli jsme žádný důkaz, který by potvrdil, že dětské, mužské nebo ženské vlastnosti by byly nějak ovlivněny tím, že má dítě za rodiče dva gaye nebo dvě lesby“.

### Sexuální výchova
V současnosti na školách není zaveden předmět sexuální výchova. Téma se vyučuje na hodinách etické výchovy, biologie, občanské nauky a třídnických hodin. Existuje průřezový předmět Výchova k manželství a rodičovství, který není povinný. Každá škola má však jeho koordinátora. Na otázku, zda je učivo o sexuálním chování povinné, podle Rii Gehrerové z Deníku N „[z]áleží na konkrétním učiteli a koordinátorovi, v jakém rozsahu a zda vůbec téma do výuky zařadí. Na povinných předmětech jako biologie a občanská nauka se však mohou vyskytnout témata jako antikoncepce, prevence před sexuálně přenosnými nemocemi či zdravotní a psychologická rizika střídání sexuálních partnerů. Taková témata však ve školách obvykle zůstávají jen jako diskuse či přednášky.“ Na základních školách se v biologii v sedmém ročníku probírá rozmnožovací soustava, plánované rodičovství a antikoncepce. Na mateřských školách se sexualita nevyučuje. Sexuolog Jozef Dúbravický považuje sexuální gramotnost na Slovensku za „velmi špatnou“.

### Eutanazie
Eutanazie se ve školních osnovách nenachází.

## Kampaň před referendem

### Mediální kampaň
V prosinci 2014 se vyskytla otázka, jak bude veřejnoprávní RTVS postupovat při přenosu mší. RTVS poskytuje v neděli prostor katolické a evangelické církvi. V době kampaně však nemůže vysílat reklamu na hlasování. Bude se proto muset dohodnout s Konferencí biskupů Slovenska a evangelickou církví na obsahu vysílání. Martin Macko z Iniciativy Inakosť poznamenal: „My se například v rámci vyváženosti názorů již dlouhodobě, ale zatím neúspěšně snažíme, aby byl do programové struktury zařazen i pořad o LGBTI menšině.“ První nepřímé náznaky kampaně byly již odvysílány začátkem prosince v Slovenském rozhlase. V lednu mělo Rádio Regina odvysílat liturgii slouženou knězem Rastislavem Bakem. V kázání se však vyskytla sporná pasáž. RTVS trvala na jejím vystřižení, kněz to odmítl a následně RTVS odmítla mši odvysílat. Podle mluvčí RTVS Dominiky Šulková byla část kázání „v rozporu s pravidly vysílání RTVS před referendem, hraničí podle našeho názoru s takzvaným ‚hate speech‘ [...], ale také s porušováním slovenské a mezinárodní legislativy“. Dle prešovského řeckokatolického arcibiskupa Jána Babjaka jde o porušení „svobody slova, náboženské svobody a neadekvátní zásah do práv národnostních menšin“. Náměstek generálního prokurátora pro trestní úsek Peter Šufliarsky měl 27. ledna vydat pokyn k prozkoumání kázání. Je podezření, že knězovo vyjádření je trestným činem. V neděli 1. února se ve slovenských kostelích četl pastýřský list, který hovořil o referendu. Mši z Kostela svaté rodiny v Petržalce měla vysílat RTVS.

### Televizní spoty
Reklamní spot Aliance odmítli v lednu 2015 vysílat TV Markíza, TV JOJ i veřejnoprávní RTVS. Klip měl nabádat proti adopcím homosexuálními páry. Ředitel Markízy Matthias Settele v odůvodnění napsal: „Rozhodli jsme se nenabízet speciální reklamní bloky na komunikaci referenda ani pro [jeho] podporovatele, ani pro aktivisty, kteří jsou proti. Zatímco organizátoři referenda jsou připraveni téma komunikovat, lidé s jiným názorem obvykle nejsou organizováni tak, aby dokázaly zaplatit reklamní spoty prezentující alternativní postoje.“ „RTVS ve svém vysílání vyčlení prostor pro podrobné informování i diskuse o otázkách, které jsou předmětem referenda,“ uvedla veřejnoprávní televize. TA3 zadavatelem nebyla oslovena. Spot byl považován za kontroverzní, neměl realisticky popisovat proces adopce. Mluvčí Aliance Peter Kremský to vysvětlil takto: „Od spotu nelze očekávat, že bude přesným popisem faktů, vždy je zjednodušující.“ Za účinkování v spotu byla kritizována moderátorka veřejnoprávní RTVS Natália Žembová. Podle jejího vlastního vyjádření: "V statutu RTVS stojí, že jako moderátorka nesmím dělat reklamu, a toto reklama nebyla. Nesmím ji dělat na nějaký produkt nebo službu, a toto nebyl produkt ani služba. Není to reklama a ani politická reklama. Neporušila jsem smluvní podmínky s RTVS ani nic podobného. Z televize se mi zatím nikdo neozval, takže předpokládám, že oni s tím problém zřejmě nemají. Bohužel, větší problém než můj zaměstnavatel s tím mají média. Podívejte se – nikde jsem se nesvlékla, nedělala jsem reklamu ani na drogy, ani na prostředky na podporu erekce a podobné věci. Neřekla jsem nic špatného a ani nic hanlivého – dokonce v klipu neodsuzuji ani homosexuály samotné. Sama mám přátele homosexuály, nesmírně si jich vážím, jsou to skvělí lidé. Jsou to kvalitní a hodnotní lidé jako my. Není pravda, že bych je tím klipem nějak odsuzovala. Chtěla jsem jím pouze říci, že si vážím rodiny jako základního kamene společnosti. A prostě bez rodiny – otce a matky – by tu nebyl ani jeden z nás.“ Spot zveřejnil křesťanský web postoy.sk. Od 21. ledna ho bude vysílat katolická televizní stanice TV LUX. Podle její mluvčí „TV LUX nevidí problém v jejich odvysílání, vzhledem k tomu, že splňují zákonné normy Slovenské republiky.“ TV LUX reklamu zveřejní 250krát bez finanční odměny: „Prostor pro vysílání spotu vyčlenil jeden z vlastníků TV LUX – Konference biskupů Slovenska,“ vysvětlila mluvčí.
V lednu 2015 se objevil druhý televizní reklamní spot. Zobrazuje mužskou dvojici dotýkající se chlapce, kterému se to nelíbí. K spotu se Aliance za rodinu nepřihlásila.

### Rozhlasová kampaň
Pastýřský dopis ze dne 1. února vysílalo křesťanské Rádio Lumen. Klip Aliance za rodinu vysílají Fun rádio, Rádio Sity, a Rocková republika.

### Billboardová kampaň
V lednu se také objevily billboardy s fotografií papeže Františka. Ke kampani se nikdo nepřiznal, Aliance za rodinu a Konference biskupů Slovenska odmítly svou účast. K použití podobizny papeže je zapotřebí souhlas Svatého stolce.
Začátkem února se objevila bilboardová kampaň proti referendu. Na plakátech byly slogany „JBM Alianci za RDN“ a požadavek na odluku cíkve od státu. Reklamu zadala skupina podnikatelů, kteří si přáli zůstat v anonymitě. Jedna z reklamních společností se rozhodla billboardy přelepit, ostatní billboardy by však měly zůstat na svých místech. Kampaň zároveň nabízí trička se stejným sloganem.

### Další kampaně
Podle informací Deníku N se kampaň zaměřuje i na školy. „Dcera přišla ze školy s tím, že když nepůjdu na referendum, budou chodit gayové a lesby do kompletních rodin a budou si z nich brát děti,“ hlásila matka ze Spišské Nové Vsi. Aktivitu vyvíjejí i církevní školy, KBS však iniciativu odmítá: „Konference biskupů Slovenska však v tomto směru nekoordinuje žádné iniciativy. Nabídli jsme jedině materiály na duchovní podporu referenda – novénu, modlitbu a texty adorace, které může použít každý, kdo je považuje za vhodné.“
V únoru se vyskytly i případy použití místních rozhlasů. V některých případech se v nich hovořilo o hrozbě vězení pro rodiče odmítající sexuální výchovu dětí. Aliance nabízí spoty na své stránce. Doporučuje také objednání volebních uren do domovů důchodců.
Aliance za rodinu zřídila infolinku, kde bude poskytovat své informace o referendu.
Začátkem února se v schránkách v mnoha městech objevil dopis od souseda Tomáše Bielka. Ve skutečnosti však leták financoval Institut Lva XIII. a distribuovala Slovenská pošta. Institut na kampaň pro Alianci za rodinu vybral přes 11 000 €. Podle informací deníku Pravda mohla kampaň stát 50 000 €, pokud se předpokládá doručení do každé z téměř dvou milionů schránek na Slovensku.

### Kampaň Aliance pro rodinu
Podle údajů z ledna 2015 chce Aliance za rodinu na kampaň vynaložit 110 000 €. Chce použít bilboardy a televizní spot. Podporovatelé Aliance nosí na oblečení bílé stužky. Koncem ledna 2015 Aliance za rodinu avizovala, že na kampaň potřebuje ještě 36 000 €. Koncem ledna 2015 Ministerstvo vnitra oznámilo, že prověřuje financování Aliance kvůli podezření, že Aliance na své stránce uvedla zavádějící informaci o vyhlášení veřejné sbírky.

### Názory LGBT komunity
Protože na platnost referenda je nutné 50% kvórum, zastánci práv LGBT komunity doporučují neúčast na referendu. Na internetových fórech a sociálních sítích vznikají skupiny odpůrců, na neúčast vyzývá občanská iniciativa Řekněme ne nesmyslnému referendu. Nevládní lidskoprávní organizace se rozhodly neplýtvat penězi na kampaň a argumentaci proti referendu vést na internetových fórech a sociálních sítích. Dobrovolníci týmu Pride Duhové Košice spustili začátkem ledna informační web Proti referendu – Proti nenávisti vyzývající k neúčasti. Vznikly i další kampaně a události na sociálních sítích.
V lednu 2015 zástupci LGBT komunity oznámili, že se nebudou účastnit diskusí s Aliancí za rodinu v TA3 a STV jak původně plánovali. Podle společného prohlášení pěti nevládních organizací „[k]ampaň k referendu podle našeho názoru znemožňuje slušnou diskusi a omezuje se pouze na opakování mnohokrát vyvrácených lží a polopravd“. Dle Martina Macka z Iniciativy Inakosť nemá význam diskutovat s lidmi argumentujícími názory, které odborníci opakovaně vysvětlili a vyvrátili. Podle něj také referendum nepřinese žádnou změnu, ani kdyby lidé hlasovali záporně. Dle Romany Schlesinger (SaS): „Odstoupením z této diskuse dáváme najevo, že pro nás nejsou partnery do diskuse a ani my nejsme partnery do diskuse pro ně.“ Protireferendoví aktivisté spustili v posledním lednovém týdnu internetový portál nejdeme.sk kde chtějí uvádět postoje známých osobností k refererendu. Zároveň budou na portálu prezentovat svůj postoj a argumenty. Proti referendu se vyjádřila i ředitelka Amnesty International Slovensko Jana Malovičová: „Myslím, že hlasovat o lidských právech není v pořádku. Já na referendum nepůjdu.“ a Kálmán Petőcz z Helsinského výboru pro lidská práva na Slovensku: „V tomto referendu jde o to, zda bude demokratický institut referenda použitý na postupné podkopávání samotné demokracie. Většinový názor ještě nemusí být pravdivý ani spravedlivý. Dnes je obětním beránkem referendové kampaně jedna menšina, zítra to mohou být oni.“ Podle Jany Jablonické Zezulové z Iniciativy Inakosť: „I kdyby bylo referendum platné, nezmění současný stav. Manželství bude i po referendu v ústavě definované jako svazek muže a ženy, děti, které dnes z různých důvodů nemají matku nebo otce, je nebudou mít ani po referendu. Rodiče budou mít v případě, že nesouhlasí se způsobem nebo některou z metod vyučování, právo svůj názor zkonzultovat s vedením školy".

## Názory a reakce

### Prezidentova prohlášení
Prezident Andrej Kiska ještě v listopadu 2014, těsně po vyhlášení referenda, oznámil, že na první dvě otázky bude odpovídat ano, na třetí ne. Prezident byl za tento krok kritizován ústavními právníky i LGBT aktivisty. Na pravidelném setkání prezidenta s představiteli církví v lednu 2015 prezident Andrej Kiska uvedl: "[D]ovolte mi říct, že si osobně myslím, že stejným způsobem můžete přispět nejen k tomu, s jakým výsledkem skončí únorové referendum, ale také s jakým pocitem z něj naše společnost vyjde jako celek. Jako občan i jako prezident jsem přesvědčen, že v životě není důležitý pouze výsledek, ke kterému dospějeme, ale i způsob, jakým k němu dospějeme. Přál bych si, aby způsob, jakým občané a voliči dospějí k výsledku, ať bude jakýkoliv, nezanechal rány na lidech a na schopnosti Slovenska a jeho občanů diskutovat a poslouchat se navzájem. Aby se argumentovalo uctivě a pravdivě, abychom nevyšli z referenda rozděleni na nepřátelské tábory. Aby se kvůli tomuto tématu dokonce nerozpadávala přátelství. A abychom pak byli schopni na Slovensku pokračovat v diskusi o mnoha podstatných příčinách rozpadu rodin, o společenském a sociálním postavení neúplných rodin a opuštěných dětí - a naléhavěji pojmenovat věci, které může ovlivnit stát.“

### Reakce politiků
- Premiér Robert Fico (Směr-SD) účast na referendu podpořil, neřekl však, jak bude hlasovat, témata nepovažuje za „životně důležité otázky Slovenska“. Zároveň řekl, že se „něco připravuje“ v otázce postavení homosexuálních párů.[71] V únoru Fico řekl, že povinností vlády je „usnadnit párům stejného pohlaví praktické stránky života“.[72]
- Bývalá premiérka Iveta Radičová poznamenala, že diskuse k referendu „není o problémech rodiny“: „Naopak, vyplavilo to všechen hnus, který si umím představit ... vyplavily se pudy a špína, to nemá s rodinou nic společného,“ prohlásila.[73]
- Poslanec NR SR Ján Figeľ (KDH) považuje homosexuály za „plnohodnotné lidi“. Manželství chce přenechat heterosexuálním svazkům, partnerství homosexuálů by chtěl řešit novelizací občanského zákoníku.[74]
- Bývalý poslanec NR SR Radoslav Procházka (#SIEŤ) pro deník SME prohlásil, že se referenda zúčastní, ale na druhou otázku (osvojování) odpoví „podle přesvědčení, že dětem je lépe v jakékoli domácnosti, kde se lidé mají rádi, než v dětském domově.“[75]
- Poslanec NR SR Béla Bugár (MOST-HÍD) se podle vyjádření pro SITA referenda zúčastní, a podle deníku SME bude hlasovat pro[75], zároveň ale referendum podle něj polarizuje společnost.[76]
- Poslanci Evropského parlamentu za Slovensko (volby do EP 2014):
  - Monika Flašíková-Beňová (Směr-SD/S&D) se vyjádřila, že považuje referendum „za principiálně nemorální“ a za „zasévaní nenávisti vůči určité skupině lidí ve společnosti“.[77]
  - Boris Zala (Směr-SD/S&D) se podle vyjádření pro SITA na referendu nezúčastní a současnou legislativní úpravu záležitostí obsažených v referendu považuje za „dostatečnou a odpovídající současnému způsobu přemýšlení ve slovenské společnosti“.[77]
  - Eduard Kukan (SDKÚ-DS/EPP) sa vyjadril, že si síce váží rodinných hodnot, ale hlasovaní v referendu se nezúčastní a svůj postoj dále nespecifikoval.[77]
  - Ivan Štefanec (SDKÚ-DS/EPP) sa referenda zúčastní a podle svého vyjádření bude „hlasovat podle svého svědomí a hodnot, které jsou založené na ochraně rodiny“.[77]
  - Miroslav Mikolášik (KDH/EPP) a Anna Záborská (KDH/EPP) se jednoznačně vyjádřili pro souhlas s otázkami referenda a svou účast potvrdili.[77]
  - József Nagy (MOST – HÍD/EPP) potvrdil svoji účast v referendu, označil otázky za nezhoršující postavení ani nesnižující ničí práva a zároveň dodal, že „to posune politiku rodiny do popředí a doufám, že nezůstaneme jen u slov.“[77]
  - Pál Csáky (SMK-MKP/EPP) vyjadril nerozhodný postoj vůči účasti na referendu a obavy, že referendum bude pro silnou polarizaci společnosti spíše kontraproduktivní.[77]
  - Richard Sulík (SaS/ECR) vyzval k neúčasti na referendu, které označil za „tak zbytečné, že nedělá vůbec nic,“ protože „právní stav, jaký máme dnes, zůstane stejný bez ohledu na to, zda referendum bude úspěšné nebo ne.“[78]
  - Jana Žitňanská (NOVA/ECR) se (v říjnu 2014) vyjádřila, že se zúčastní referenda a bude „hlasovat v souladu se svými dlouhodobě veřejně známými postoji“.[79]
  - Branislav Škripek (OĽaNO/ECR) pro SITA prohlásil, že souhlasí se všemi otázkami v referendu a považuje za důležité, aby děti byly chráněné před „vlivem nesmyslných závěrů rodové ideologie“.[77]

### Reakce politických stran
Koncem ledna většina parlamentních stran účast na referendu doporučuje. Pouze KDH doporučuje hlasovat ano na všechny tři otázky.
- „KDH vyzývá své členy, sympatizanty a lidi dobré vůle, kterým záleží na ochraně a podpoře manželství a rodiny, aby se zúčastnili referenda a na všechny tři otázky odpověděli kladně.“[80]
- Strana NOVA přijala na sněmu v Trnavě (24. ledna) usnesení, v němž doporučuje svým členům a sympatizantům zúčastnit se referenda. Ve svém stanovisku zároveň vyzvala podporovatele a odpůrce, aby vedli „kultivovanou diskusi, kde by více zaznívaly věcné argumenty a méně osobní útoky a urážky.“[81]
- MOST – HÍD odmítá dát závazné doporučaní svým členům či sympatizantům, z důvodu, že referendum řeší „otázky vnitřního a morálního přesvědčení“.[75]
- OĽaNO podle svého mluvčího Dana Mitase vyzývá občany, aby v referendě hlasovali, samotné hnutí je ale podle vyjádření svých poslanců názorově rozdělené. Zatímco předseda hnutí Igor Matovič a předseda poslaneckého klubu v NR SR Richard Vašečka (stejně jako poslanec v EP Branislav Škripek[77]) souhlasí s otázkami v referendu, podle poslance NR SR Jozefa Viskupiče se o lidských právech nemá hlasovat.[75]
- SaS veřejně vyzvala své členy a sympatizanty k neúčasti.[75] Začátkem února strana prohlásila, že celý poslanecký klub se referenda nezúčastní.[82]
- SDKÚ-DS akceptuje účast i neúčast na referendu[75], podle pozdějších zpráv podporují účast.[80]
- Strana SKOK 21. ledna oznámila, že spustí kampaň, která bude na internetu a bilboardech doporučovat neúčast na referendu. Na kampaň dají 50 000 €. „Zúčastnit se nadcházejícího referenda a jakkoli odpovědět na položené otázky by znamenalo připustit, že většina má právo nerespektovat a nemít v úctě osobní a rodinný život menšiny. Proto se referenda nezúčastníme, a vyzýváme i občany Slovenska, aby ho nepodpořili svou účastí,“ zaznělo v prohlášení strany.[83]
- SNS a SMK-MKP referendum podpořily také organizačně a doporučují zúčastnit se hlasovaní.[75]

### Vyjádření náboženských zástupců
- Papež František povzbudil 22. ledna na bohoslužbě v Římě Slováky k odvaze při podpoře rodiny.[84] Počátkem února František během generální audience znovu oslovil slovenské poutníky: „Zdravím slovenské poutníky a jejich prostřednictvím chci vyjádřit svou podporu církvi na Slovensku, povzbudit všechny k pokračování v zápase na obranu rodiny, životodárné buňky společnosti“.[85]
- Konference biskupů Slovenska k účasti vyzvala už v prosinci 2014.[86] Referenda se nezúčastní kňaz Anton Srholec. „Život je posvátný a drahý, ale ta druhá strana si hodně dovoluje, spíše jsem zdrženlivý. Byl bych za to, aby se jedni i druzí navzájem neprovokovali, aby se konflikty nevytvářely, ale mírnily. Lidi, kteří mají i jinou orientaci, si to musí skromně nést, jako si někdo jiný nese své postižení fyzické nebo mentální, tak nesmíme být příliš sebevědomí. Není důležité, jakou má někdo orientaci, ale co vytváří a co dává na stůl společnosti“.[87]
- V neděli 1. února se v kostelích četl pastýřský list, mši vysílalo i křesťanské Rádio Lumen. Ze mše odešli na protest tři lidé.[50]
- Kardinál Ján Chryzostom Korec účast na referendu podpořil: „Zachovávání toho Božího pořádku slouží pro zachování zdravého národního života a je i základem pro zachování a obranu zdravého státního života ve Slovenské republice.“[88]
- Tomáš Halík háji manželství jako svazek muže a ženy. Registrovaná partnerství jako prostředek právní ochrany pro homosexuální páry nevylučuje, neohrožují rodinu.[28] Adopce homosexuálními páry považuje za „příliš riskantní experimentovaní“, otázka sexuální výchovy by „určitě měla zahrnovat etické aspekty a respektovat náboženské cítění rodin, ale bylo by nezodpovědné nechat sexuální poučení včetně ochrany před pohlavními chorobami na rodičích“.[28]
- Sbor biskupů Evangelické cirkve augsburského vyznaní účasť doporučil. Superintendent Miloš Klátik prohlásil: „Já půjdu, budu hlasovat třikrát ano. Jsem za křesťanské hodnoty a celé referendum vnímám jako vyjádření prorodinného vztahu“.[86]
- Presbyterstvo Evangelického cirkevního sboru Bratislava Staré město se znepokojuje nad situací ve společnosti ohledem referenda a je přesvědčené, „že aktivity, propagace, jakož i obsahová náplň této kampaně jsou vyjádřením nepochopení a zneužívaní křesťanských principů a víry”. Význam cirkví vidí v „napomáhání k pokojnému soužití” a vyzývá k lásce k marginalizovaným členům společnosti.[89]
- Referendum nepodpořilo ani 18 teologů z akademického prostředí převážně evangelických církví.[90]
- Podle mluvčí Lucie Kollárové „Ústřední svaz židovských náboženských obcí reprezentuje na Slovensku různé směry judaismu, které nemají na některé etické otázky úplně stejné názory. Proto se Ústřední svaz židovských náboženských obcí k těmto otázkám nevyjadřuje“.[86]

### Názor obmudsmanky
Ombudsmanka Jana Dubovcová se k účasti na referendu vyjádřila takto: „Nemá smysl, abych se referenda zúčastnila a přispěla k jeho platnosti.” Nepociťuje obavy o tradiční rodinu. Na margo adopcí sdělila: „Pokud stát výjimečně dovoluje jiným osobám osvojení dítěte, pak podmínky platí pro všechny jednotlivce stejně. Sexuální orientace uchazečů o osvojení z právního hlediska nehraje žádnou roli.”

### Sociolog o referendu
Podle sociologa Michala Vašečky v referendu „budeme hlasovat především o tom, jak se dále bude vyvíjet slovenská společnost, o tom, zda si udrží svůj sekulární světský charakter, nebo se postupnými kroky budeme posouvat směrem k čím dál více přítomnému náboženskému státu.“

### Vyjádření státních úřadů
V prosinci 2014 vojenský kaplan František Rábek a pplk. Marian Bodolló, generální duchovní OS a OS SR zveřejnili na stránkách Ústředí ekumenické pastorační služby v ozbrojených silách a ozbrojených sborech Slovenské republiky výzvu k účasti na referendu a „zachováni přirozené rodiny a manželství, jakož i práva rodičů na výchovu svých dětí podle svého přesvedčení“. Výzva byla zveřejněná i na oficiálním webu Ministerstva obrany. Později se však ministerstvo od výzvy distancovalo: „Ministerstvo obrany SR nevyzývá příslušníky Ozbrojených sil SR, ani zaměstnance resortu obrany k účasti na připravovaném referendu o manželství a rodině. Jde o nesprávnou interpretaci výzvy vojenských duchovních, kteří ji zveřejnili na webovém portále Ordinariátu OS a OS SR a Ústředí ekumenické pastorační služby v OS a OS SR.“

## Průzkumy
Podle průzkumu Eurobarometru 2008 byla podpora manželství homosexuálů v tom roce v EU 44 % a na Slovensku 19 %. Podpora adopcí byla 32 %, na Slovensku 12 %.
V průzkumu organizovaném agenturou FOCUS pro Iniciativu Inakosť v červenci 2012 v porovnaní s předešlými roky podpora registrovaných partnerství na Slovensku stoupla. V roce 2008 bylo pro 42 %, v roce 2009 45 % a v roce 2012 47 % respondentů. V červenci 2014 byly zveřejněny výsledky průzkumu agentury Polis s použitím navrhovaných otázek referenda. S tezí jedinečnosti heterosexuálního manželství souhlasilo 78,4 % respondentů (odpovědi ano a spíše ano než ne), se znemožněním adopcí neheterosexuálním párům souhlasilo 65,1 %, s ochranou manželství muže a ženy 63,0 % a s nevynucovaním účasti na vyučovaní sexuální výchovy a eutanasie souhlasilo 44,8 % oslovených respondentů. Podle socioložky Zory Bútorové je však nutné brát výsledky s rezervou. Referendum totiž nemusí být platné, protože nemusí dosáhnout nadpoloviční účasti.
Podle průzkumu agentury FOCUS pro deník SME konaném na konci ledna 2015 70 % respondentů považuje sexuální výchovu za užitečnou, 23 % za škodlivou. S manželstvím jen pro heterosexuální páry souhlasí 85 % voličů. Adopce by neheterosexuálním párům zakázalo 74 % účastníků průzkumu. Ve věkové kategorii 18 až 24 let adopce odmítá 66 % respondentů.

## Výsledky
| Otázka                                       | Pro     | Pro   | Proti  | Proti | Neplatné hlasy/ | Celkem  | Registrovaných voličů | Účast   |
| Otázka                                       | Hlasů   | %     | Hlasů  | %     | Neplatné hlasy/ | Celkem  | Registrovaných voličů | Účast   |
| -------------------------------------------- | ------- | ----- | ------ | ----- | --------------- | ------- | --------------------- | ------- |
| Otázka 1 – manželství                        | 892 457 | 94.50 | 39 074 | 4.13  | 12 866          | 944 397 | 4 410 355             | 21.41 % |
| Otázka 2 – adopce                            | 872 969 | 92.43 | 52 371 | 5.54  | 19 057          | 944 397 | 4 410 355             | 21.41 % |
| Otázka 3 – výchova                           | 852 988 | 90.32 | 69 329 | 7.34  | 22 080          | 944 397 | 4 410 355             | 21.41 % |
| Zdroj: Statistický úřad Slovenské repeubliky |         |       |        |       |                 |         |                       |         |

## Organizace referenda

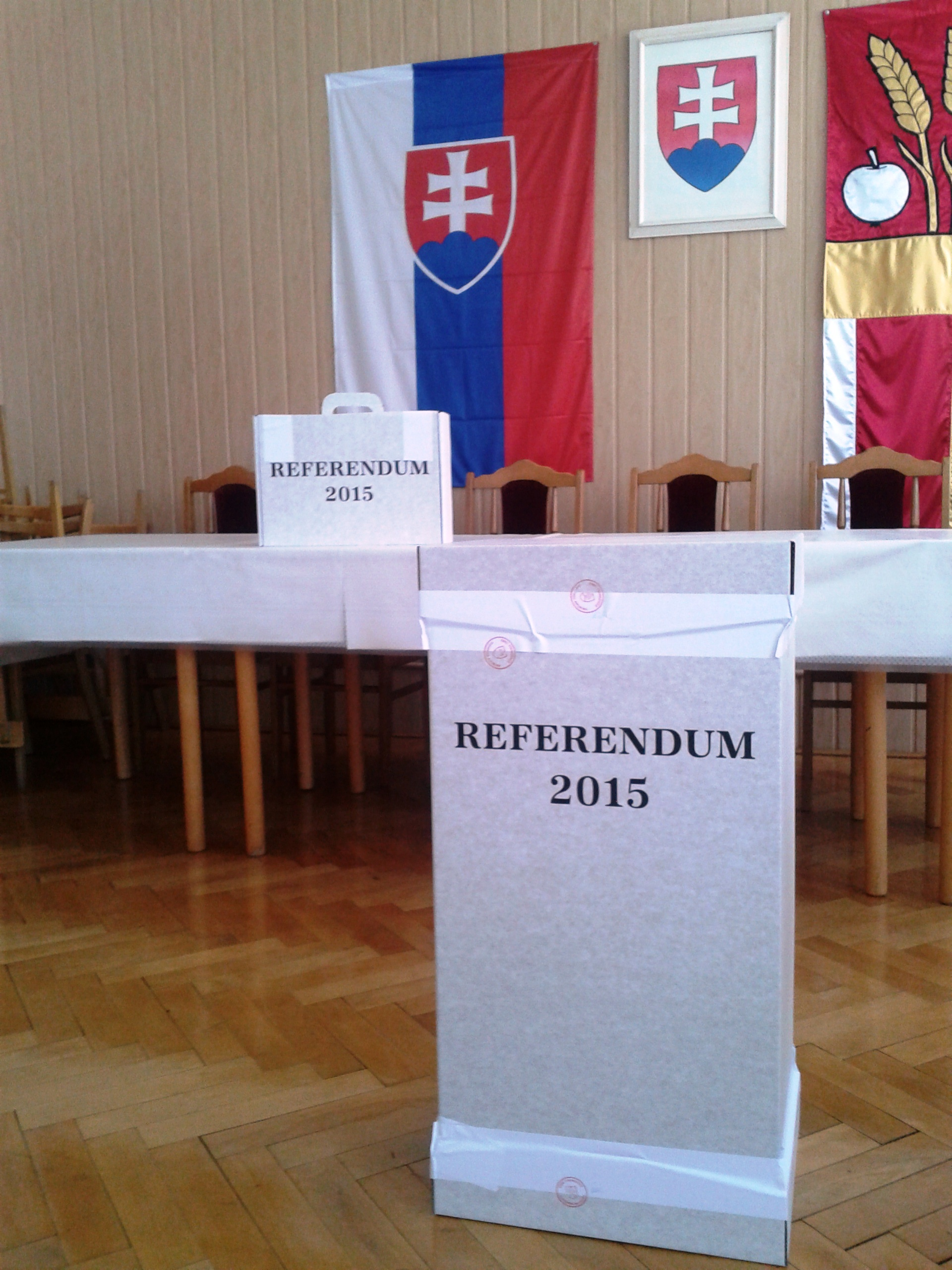
Hlasovací místnost

12. ledna 2015 poprvé zasedala Ústřední komise pro referendum. Její členové jsou zástupci parlamentních stran a petičního výboru. Do funkce předsedy byl vylosovaný Peter Mach (KDH), za místopředsedy Martin Poliačik (SaS) a podle zákona ministr vnitra Robert Kaliňák (SMER-SD) a předsedkyně Statistického úřadu SR Ľudmila Benkovičová. Komise byla statistickým úřadem a Ministerstvem vnitra informovaná o přípravách referenda. Koncom ledna 2015 Ministerstvo vnitra avizovalo založení informační telefonické linky, která bude „poskytovat informace týkající se práv a povinností občanů a organizačního zabezpečení referenda“. 20. ledna sa uskutečnila první zkouška, druhá zkouška se konala 3. února. Celkově na referendu bude pracovat okolo 660 lidí. V souvislosti s referendem Statistický úřad posílil zabezpečení své stránky proti hackerům: „Jsme si vědomi možnosti, že vzhledem k polarizaci spoločnosti v souvislosti se samotným referendem, je možné očekávat útoky a také zpochybňování výsledků,“ uvedla předsedkyně úřadu Ludmila Benkovičová. „Výsledky referenda budou členové Odborných sumarizačních útvarů (OSÚ) sumarizovat z 4942 okrsků v 2926 obcích, městech, respektive městských částech“.
O hlasovací průkaz bylo třeba požádat do 5. února na obecním úřadu v místě trvalého bydliště. Hlasovací lístek bude platný i při vyjádření se jen k jedné ze tří otázek. Referenda se mají právo zúčastnit i slovenští občané s trvalým pobytem v zahraničí.